# 榮製機
榮製機株式会社（さかえせいき、英: SAKAE SEIKI CO., LTD.）は、愛知県豊川市に本社を置くバーナーや金型、アウトドア用品等を生産する企業である。

## 会社の概要
- バーナー製造
- 金型製造
- アウトドア用品製造

## 沿革
- 1937年 - トーチランプを生産開始。
- 1939年 - 榮製機株式会社を設立。
- 1961年 - 小坂井工場を設立。
- 1964年 - 自動車用鋳造金型分野に参入。
- 1971年 - ガスバーナー生産開始。
- 1978年 - ガストーチ生産開始。
- 1981年 - 金型製作用精密工具"NEOTECブランド"の製造販売を開始。
- 1983年 - OA機器用精密金型分野に参入。
- 1984年 - 本社工場（豊川工場）の操業開始。
- 1986年 - NEOTECの開発に通産局技術改善補助金交付。KYシリーズ（草焼）の販売を開始。
- 1994年 - アウトドア商品"J-FIELDブランド"の製造販売を開始。
- 1996年 - 釣具関連商品、スポーツ関連商品の製造販売を開始。
- 1999年 - オーストリアから図面を取り寄せてホエーブスの復刻生産を行なった。